# ألمان
الألمان (بالألمانية: Deutsche)‏ هم مجموعة عرقية جرمانيَّة أصلية في وسط أوروبا، والتي تتشارك في أصل ألماني مشترك وثقافة وتاريخ مشتركة. واللغة الألمانية هي اللغة الأم المشتركة لغالبية كبيرة من الألمان العرقيين.
يشير مصطلح اللغة الألمانية تاريخياً إلى السكان الناطقين بالألمانية في الإمبراطورية الرومانية المقدسة منذ العصور الوسطى المتأخرة. يعتنق أغلب الألمان المسيحية دينًا، ومنذ اندلاع الإصلاح البروتستانتي في الإمبراطورية الرومانية المقدسة، اتسم المجتمع الألماني بالإنقسام البروتستانتي والكاثوليكي.
من بين حوالي 100 مليون من الناطقين باللغة الألمانية في العالم، ويعتبر حوالي 80 مليون أنفسهم ألمان.[بحاجة لمصدر] هناك 80 مليون شخص إضافي من أصول ألمانية بشكل رئيسي في الولايات المتحدة، والبرازيل (بشكل رئيسي في المنطقة الجنوبية من البلد)، والأرجنتين، وكندا، وجنوب أفريقيا، دول ما بعد الاتحاد السوفيتي (بشكل رئيسي في روسيا وكازاخستان)، وفرنسا، والتي تضم كل منها ما لا يقل عن مليون. وهكذا، فإن العدد الإجمالي للألمان يترواح في مكان ما بين 100 وأكثر من 150 مليون، وذلك اعتمادًا على المعايير المطبقة (الناطقين الأصليين، والأجانب ذوي الأصل الواحد، والأصل الألماني الجزئي، وما إلى ذلك).
واليوم، معظم الأشخاص من البلدان ذات الأغلبية الناطقة باللغة الألمانية (مثل النمسا وسويسرا وليختنشتاين وبلدان أخرى مرتبطة تاريخياً مثل لوكسمبورغ) غالباً ما يوافقون على هويتهم الوطنية وقد يعترون أنفسهم أو لا يعتبرون أنفسهم ألمان عرقياً.

## تعدادهم
يبلغ عدد الألمان في العالم بين 150- 160 مليون حسب مختلف التقديرات حيث يوجد عدد كبير جداً ممن يُعتَبرون ألمانا بالأصل في الولايات المتحدة الأمريكية وهي أكبر دولة تضم ألمانا في العالم بعد موطنهم الأصلي ألمانيا بحوالي 56 مليون نسمة.
كانت ألمانيا. وبعد بدأ الالمان الهجرة إلى الولايات المتحدة وبدأو يتأقلمون مع الأمريكان والحضارات الجديدة حتى نقلوها إلى ألمانيا
حين ذاك بدأ الألمان في التغير على الرغم أن بعضهم رفضو التغيير حتى كان هناك ضغط من الحكومات.
ألمانيا دولة قوميه كبرى يحكمها الألمان

## معرض صور

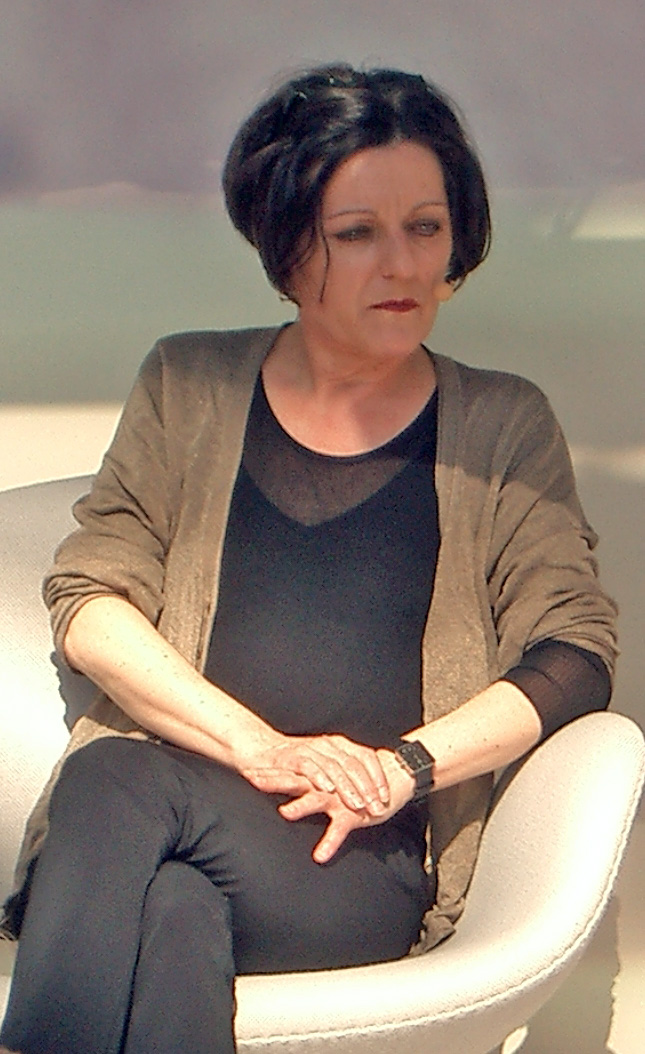
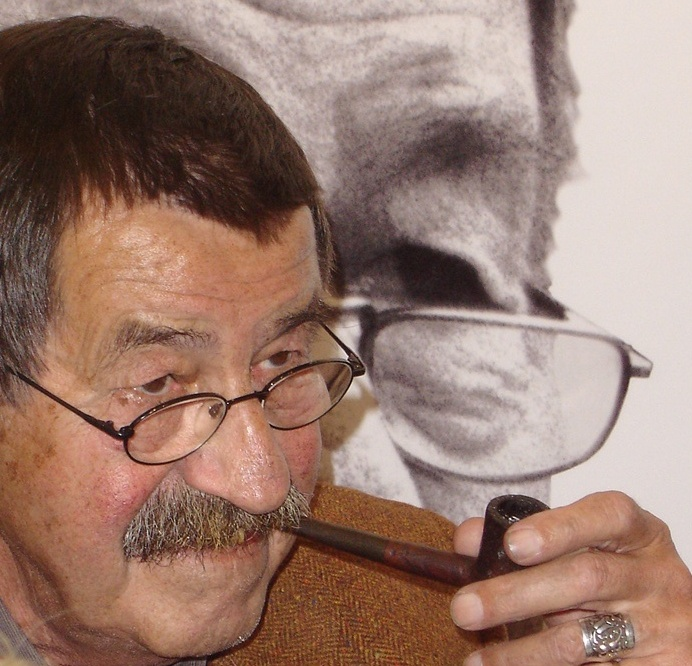
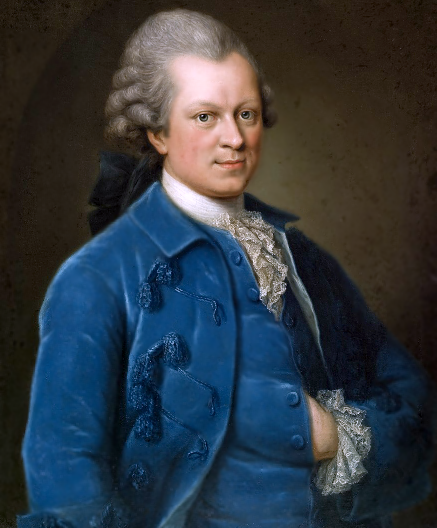
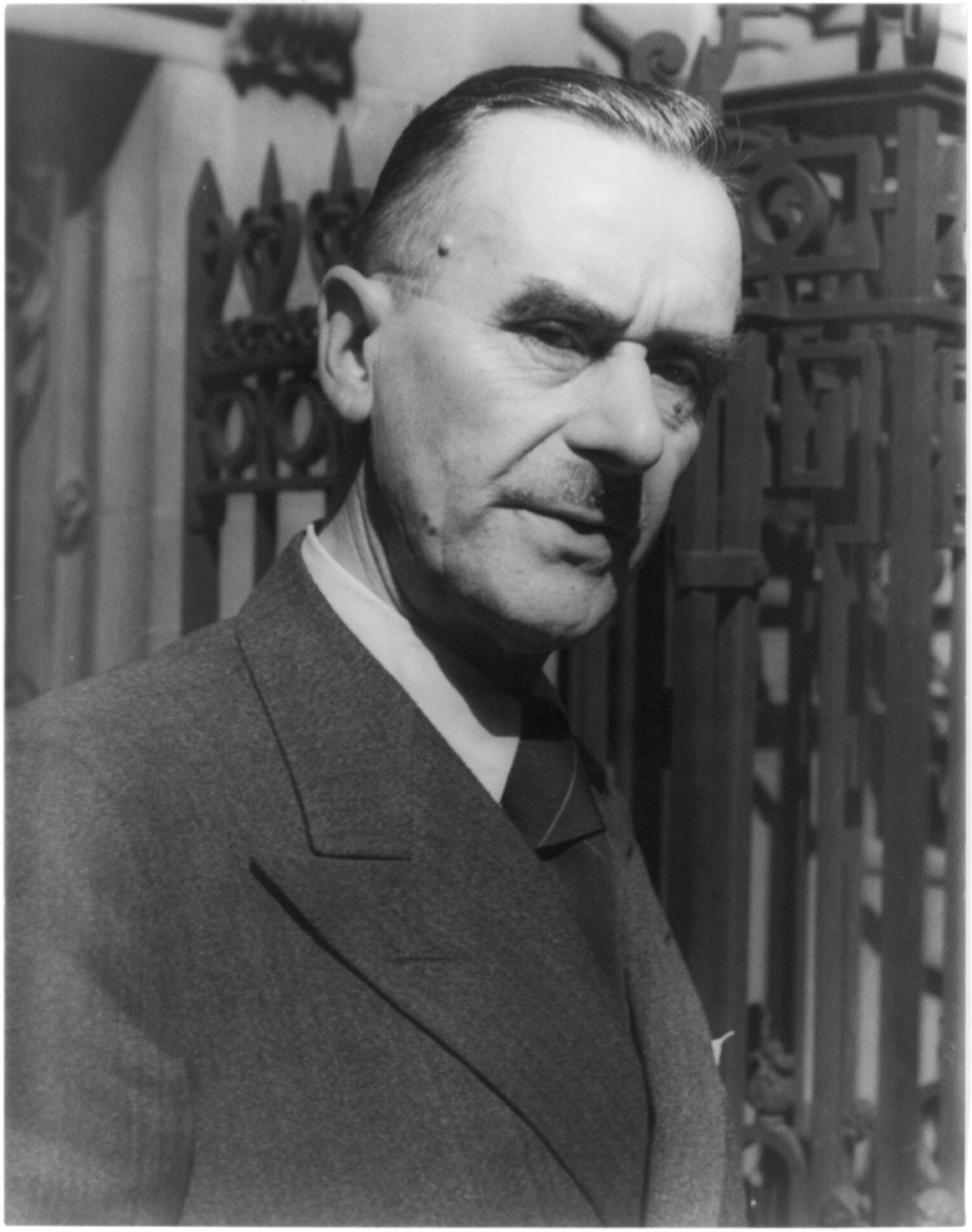
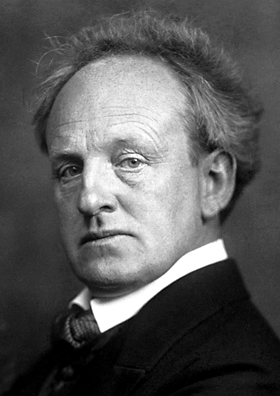